# Ouratea acunae
Ouratea acunae är en tvåhjärtbladig växtart som beskrevs av A. Borhidi. Ouratea acunae ingår i släktet Ouratea och familjen Ochnaceae. Inga underarter finns listade i Catalogue of Life.